# Sphaerocyperus erinaceus
Sphaerocyperus erinaceus là loài thực vật có hoa trong họ Cói. Loài này được (Ridl.) Lye miêu tả khoa học đầu tiên năm 1972.